# La força de l'amor
La força de l'amor  (títol original: Where the Heart Is) és una pel·lícula estatunidenca dirigida per Matt Williams, estrenada el 2000. Ha estat doblada al català. Aquest film és una adaptació de la novel·la de Billie Letts Where the Heart Is (1995).

## Argument
Novalee Nation, una jove de disset anys, és abandonada pel seu promés en el parking d'un supermercat Walmart quan s'assabenta que està embarassada. Sense diners, ni qualificació, Novalee decideix viure clandestinament al magatzem fins al naixement del nen. Acollida per veïns excèntrics i considerats, descobreix una vida que mai hauria somiar.

## Repartiment
- Natalie Portman: Novalee Nació
- Ashley Judd: Lexie Coop
- Stockard Channing: Thelma
- Joan Cusack: Ruth Meyers
- James Frain: Forney Hull
- Dylan Bruno: Willy Jack Pickens
- Keith David: Moses Whitecotten
- Laura House: Nicki
- Richard Andrew Jones: M. Sprock
- Sally Field: Lil, la mare de Novalee
- Todd Lowe: Troy
- Nataly Peña: Angela Ortiz
- Richard Nance: Johnny DeSotto
- J. D. Evermore: l'empleat
- Angee Hughes: la dona religiosa

## Crítica
- "Està tan carregada d'incidents, coincidències, improbabilitat, canvis sobtats i salts en el temps que sembla un miracle que els personatges no xoquin entre si per la confusió. (...) Puntuació: ★★½ (sobre 4)"[3]
- "El melodrama de cinema de Wal-Mart [centre comercial]. Una parada per comprar la teva necessitat d'una pel·lícula emocional."[4]
- "Banal i tòpica, quan podria haver estat reflexiva i emocionalment autèntica"[5]